# 柚木涼太
柚木 涼太（ゆずき りょうた、1986年6月27日 - ）は、日本の漫画家。男性。2007年に『でぃあ♥妹！』でデビュー。

## 来歴
2004年ごろより「たまねぎパウダー」名義で『月刊ガンガンWING』金の翼賞を始めとするスクウェア・エニックス主催の漫画賞に投稿。2007年より柚木個人の名義となり、同年『月刊少年ガンガン』4月号で月例マンガ賞新GIガンガン杯期待賞を、『ガンガンパワード』No.8で萌えマンガ賞妹萌コミック部門奨励賞を受賞。
『月刊少年ガンガン』2007年12月号で「ぎゃくてん☆メイデン」によりGIガンガン杯特別奨励賞を受賞するが、結果発表の際に掲載された作品が赤松健『魔法先生ネギま!』に酷似しているとの指摘があり、謝罪の意を表明。これらの受賞作はいずれも雑誌掲載には至らなかったが、同年12月22日発売の『ガンガンパワード』No.10に掲載された「4ページで4コママンガをやってみないか?」エントリー作品「でぃあ♥妹！」で商業デビュー。
「でぃあ♥妹！」は『ガンガンパワード』2008年6月号まで3回連続で勝ち抜きを達成し、12月号に単独読み切りとして掲載。一部設定を変更し「ダメっ妹喫茶♥でぃあ」の表題で2009年4月から2010年3月まで『月刊ガンガンJOKER』で4コマ版を、ウェブコミック配信サイト『ガンガンONLINE』で非4コマ版を並行連載した。

## 作品リスト

### 連載
- ダメっ妹喫茶♥でぃあ（『月刊ガンガンJOKER』2009年4月号 - 2010年4月号、『ガンガンONLINE』2009年4月[3] - 2010年3月18日[要出典]、全2巻） - 並行連載[3]
- おらくる☆ヒミコさん（原作：内田俊、キャラクター原案：朴晟佑、『ガンガンONLINE』2010年11月18日 - 2011年6月16日[要出典]、全2巻）
- 3年2組の呪い屋さん（『まんが4コマぱれっと』2011年12月号 - 2012年12月号、全1巻）
- ヲタ充（『4コマnanoエース』Vol.6[4] - 、全2巻）
- アイドルは××××なんてしませんッ!（『月刊ビッグガンガン』2012年Vol.02[5] - 2013年Vol.12[6]、全3巻）
- hshsさせろ!!（『コミック電撃だいおうじ』Vol.1（創刊号）[7] - Vol.33[8]、全3巻）
- ボクの女子力はあの娘のパンツに詰まっている。（『まんがライフSTORIA』Vol.2 - Vol.19[9]、全3巻）
- 俺、ツインテールになります。π（原作：水沢夢、『月刊ビッグガンガン』2014年Vol.09[10] - 2015年Vol.07、全2巻）
- 魔法少女育成計画 F2P（原作：遠藤浅蜊、『このマンガがすごい!WEB』[11]2016年8月29日[12] - 、既刊2巻）
- ねぇねぇ。あのね、（『コミック電撃だいおうじ』Vol.38[13] - Vol.66、全4巻）
- お姉さんは女子小学生に興味があります。（『ストーリアダッシュ』2017年4月21日[14] - 2024年2月2日[15]、全11巻）
- ときめけ魔法幼女ココピュア（『ストーリアダッシュ』2021年2月26日[16] - 2025年6月20日、全3巻） - 当初は読み切りとして掲載[16]。
- キミ特！〜キミにも特撮映画が撮れる!!〜（原作：水沢夢、『マンガワン』、『てれびくんSUPER HERO COMICS』2023年6月15日[17] - 2024年11月7日[18]、全3巻）
- 僕はお姉ちゃんのおもちゃ（原作：よしだもろへ、『ヤングチャンピオン』2023年No.19 - 2024年No.24、『ヤンチャンWeb』2025年2月26日 - 、既刊3巻）

### 読み切り
- ミックス*リリィズ（『女装少年アンソロジー』、2009年[19]）
- キョンと風の日（原作：谷川流、『ハルヒコミックアンソロジー 涼宮ハルヒの絢爛』、2009年[20]） - 『涼宮ハルヒの憂鬱』アンソロジー寄稿作品[20]。
- 清光の誉大作戦（『刀剣乱舞-ONLINE- アンソロジー 〜戦場にきらめく刃〜』、2020年[21]） - 『刀剣乱舞-ONLINE-』アンソロジー寄稿作品[21]。
- Vと初恋（『シロップ PURE おねロリ百合アンソロジー』、2020年[22]）

### その他
- 『こえでおしごと！の薄い本』（2013年[23]） - 『こえでおしごと!』全10巻BOXセット付属品[23]、参加[23]
- 『ストーリアダッシュ』オープン1周年イラスト（『ストーリアダッシュ』2018年[24]） - 描きおろしイラスト公開[24]
- アカギトリビュートイラスト FESTIVAL（『アカギ 〜闇に降り立った天才〜』公式サイト[25]、2018年） - イラスト公開[25]